# Amomum yunnanense
Amomum yunnanense är en enhjärtbladig växtart som beskrevs av Shao Quan Tong. Amomum yunnanense ingår i släktet Amomum och familjen Zingiberaceae. Inga underarter finns listade i Catalogue of Life.